# Salutaridina reduttasi (NADPH)
La salutaridina reduttasi (NADPH) è un enzima appartenente alla classe delle ossidoreduttasi, che catalizza la seguente reazione:
salutaridinolo + NADP+ ⇄ salutaridina + NADPH + H+
L'enzima catalizza la riduzione reversibile della salutaridina a salutaridinolo, che è un precursore diretto degli alcaloidi della morfina nelle piante di papavero.